# Taux de mortalité prématurée
Le taux de mortalité prématurée est un indicateur qui rend compte de l’état de santé d’une population.    

## Histoire
Le taux de mortalité prématurée est un indicateur créé dans les années 1980 aux États-Unis. En France, cet indicateur de santé a été utilisé pour la première fois, au cours des années 1990, dans les rapports publiés annuellement par le Haut Conseil de la santé publique (HCSP) sur l’état de santé des Français.

## Caractéristique de l'indicateur
La mortalité prématurée comprend à la fois les décès évitables (liés aux comportements à risques) et les décès non évitables. Par conséquent, la mortalité évitable est une composante de la mortalité prématurée ; en France, la mortalité évitable représente environ un tiers de la mortalité prématurée.

## Intérêts de l'indicateur
Le taux de mortalité prématurée permet en partie d’évaluer les comportements à risques (alcool, tabac, accident de la route, suicide, etc) ou les expositions défavorables à la santé (expositions professionnelles, etc) d’une population. 
Cet indicateur est utilisé pour suivre et évaluer l'impact des politiques de santé publique.

## Mode de calcul
Le taux de mortalité prématurée est un indice statistique permettant de mesurer la fréquence des décès après l'enfance et avant l'âge « habituel » de décès. Il correspond au nombre de décès au cours d'une année d'individus âgés de moins de X ans, rapporté à la population totale âgée de moins de X ans. 
En France, l'Insee calcule le taux de mortalité prématurée parmi la population âgée de moins de 65 ans. La limite d’âge de 65 ans correspond à l’âge seuil de départ à la retraite. 
En 2013, cette limite d’âge est reculée à 75 ans sur les recommandations du Haut Conseil de la santé publique (HCSP) . Néanmoins, le seuil de 65 ans continue à être utilisé, en particulier par Eurostat, pour comparer l'état de santé des pays membres de l’Union européenne

## Statistiques en France
En 2013, le taux de mortalité prématurée (seuil à 65 ans) s’élève à 143,3 pour 100 000 pour les femmes et à 290 pour 100 000 pour les hommes .
Sur la période 2000 – 2013, le taux de mortalité prématurée recule en France ; cette baisse est plus forte chez les hommes que chez les femmes. Ce recul est le résultat d’une baisse de la mortalité prématurée par maladie cardiovasculaire.  
Depuis 2004, ce sont les cancers qui expliquent les taux élevés de mortalité prématurée : les cancers sont à l’origine de 40% des décès prématurés. Ce sont ensuite les morts violentes (suicides, accidents) qui arrivent au second rang (14 % des décès prématurés) devant les maladies cardiovasculaires (12 %). 
La France enregistre un taux de mortalité prématuré légèrement inférieur à la moyenne européenne.

## Des disparités
En France, les taux de mortalité prématurée varient :
- selon le sexe : en 2013, le taux de mortalité prématurée des hommes est 2,1 fois plus élevé que celui des femmes[5].

- selon les territoires : les régions Normandie et Hauts-de-France ont des taux de mortalité prématurée élevés. Inversement, les régions Île-de-France, Pays de la Loire et Auvergne-Rhône-Alpes enregistrent les plus faibles taux de mortalité prématurée (2016)[5]. Globalement, le taux de mortalité prématurée dans les DROM est supérieur à celui de la France métropolitaine[8]

- selon les catégories socioprofessionnelles :  les ouvriers enregistrent des taux de mortalité prématurée élevés[9].

## Source des données
De manière générale, les données relatives à la mortalité proviennent du traitement statistique des causes médicales de décès réalisé par le CépiDc de l'Inserm (en collaboration avec l'Insee) effectué à partir des certificats médicaux.